# Витвер, Иван Александрович
Ива́н Алекса́ндрович Витвер (1891—1966) — экономико-географ, страновед, доктор географических наук (1938), профессор МГУ имени М. В. Ломоносова (1935) и МГИМО. Заслуженный деятель науки РСФСР. Лауреат Сталинской премии 2-й степени (1951).
Известен как основатель советской научной школы социально-экономического страноведения, автор серии учебников по социально-экономической географии зарубежных стран.

## Биография
Иван Александрович Витвер родился 25 февраля 1891 года в сельце Ильино Ильинской волости Корчевского уезда Тверской губернии в семье швейцарского сыродела и русской дворянки. Ныне это Маловасилёвское сельское поселение Кимрского района.
В 1910—1913 будущий учёный-страновед учился на естественном отделении физико-математического факультета Московского университета, где слушал лекции по географии и антропологии проф. Дмитрия Анучина. В дальнейшем бросил учёбу и поступил в Московскую консерваторию. Вернулся в университет в 1916 году и в 1921 окончил историко-филологический факультет по специальности «история». В 1922—1926 годах учился в аспирантуре Московского университета, параллельно работая научным сотрудником в Институте истории. В свободное время преподавал историю и экономическую географию в школе. В 1925 году Иван Витвер защитил диссертацию и получил степень магистра истории. После этого он перешёл на работу в редакцию издательства «Большая Советская Энциклопедия», где трудился до 1933 года.
В 1929 году Н. Н. Баранский пригласил Витвера читать курсы по Латинской Америке на кафедре экономической географии СССР на географическом факультете МГУ. В 1933 году Витвер начинает работать на кафедре в должности доцента. Спустя год, в 1934 году, Витвер становится заведующим первой организованной в России кафедры экономической и политической географии капиталистических стран (с 1990 года «кафедра социально-экономической географии зарубежных стран») . Ещё через год — доктором географических наук и профессором без защиты диссертации (обычная практика того времени). Эту должность он занимал на протяжении 20 лет.
В 1941—1943 годах — в годы Великой Отечественной войны, в эвакуации был деканом географического факультета в Ашхабаде и Свердловске. В 1944—1945 годах — преподавал на факультете международных отношений МГУ (МГИМО МИД). В дальнейшем сосредоточился на научной и административной работе, был вынужден покинуть пост заведующего кафедрой экономической географии капиталистических стран в 1954 году из-за проблем со здоровьем.

## Вклад в науку
И. А. Витвер — организатор науки, один из основателей советской научной школы социально-экономической географии зарубежного мира и страноведения. Специализировался на изучении стран Латинской Америки, Франции, Германии и др. стран Европы.
Автор известного учебника «Экономическая география зарубежных стран» (16 изданий в 1935—1955 гг.). Учебник был издан в Польше, Чехословакии, Болгарии, Венгрии, ГДР, Китае, Японии, Великобритании, Франции.
В МГУ создал географические курсы по географии мирового хозяйства, истории экономической и политической географии зарубежных стран, спецкурсы по Германии, Франции и Великобритании.

## Основные работы
- Витвер И. А. Южная Америка / Под ред. Н. Н. Баранского и С. В. Берштейна-Когана. — М.; Л.: Гос. изд-во, 1930. — 506 с. — (Экономическая библиотека. Всемирная экономическая география; Т. 10).
- Витвер И. А. Бразилия и Аргентина: Социографический очерк. — М.; Л.: Гос. изд-во, 1930. — 160 с. — (Рабочая библиотека школьника II ступени. Серия по географии).
- Витвер И. А. Карибские страны: (Мексика, Центральная Америка, Вест-Индия) / Под ред. Н. Н.. Баранского и Л. И. Мадьяра. — М.; Л.: Соцэкгиз, 1931. — 382 с. — (Экономическая библиотека. Всемирная экономическая география; Т. 11).
- Витвер И. А. Экономическая география капиталистических стран: Учебник для средней школы. — М.: Учпедгиз, 1935. — 448 с.
- Витвер И. А. Экономическая география Германии. — М.: Изд-во МГУ, 1939. — 112 с.
- Витвер И. А. Германия: Краткий экономико-географический очерк. — М.: Военное изд-во Народного Комиссариата Обороны, 1945. — 104 с.
- Витвер И. А. Историко-географическое введение в экономическую и политическую географию капиталистического мира. — М.: Изд-во МГУ, 1945. — 291 с.
- Витвер И. А. Великобритания: Экономико-географический очерк / МИД СССР. Моск. гос. ин-т междунар. отношений. Кафедра страноведения. — М.: МИД СССР, 1947. — 208 с.
- Исследование о «Французской школе географии человека». 1948.
- Витвер И. А. Экономическая география зарубежных стран. — М.: Учпедгиз, 1948. — 320 с.
- Витвер И. А. Экономическая география зарубежных стран. — М.: Учпедгиз, 1953. — 452 с.
- Экономическая география зарубежных стран. Учебник для 9 кл. средней школы. М., 1955.
- Франция: Экономическая география. М. Географгиз, 1958, 1964 г. 416с.
- Историко-географическое введение в экономическую географию зарубежного мира: Учебное пособие для университетов М Географгиз 1963. 368 с.
- Витвер И. А., Слука А. Е., Черников Г. П. Современная Франция. — М.: Мысль, 1969. — 430 с. — 11 000 экз.
- Витвер И. А. Избранные сочинения / Под ред. В. В. Вольского и А. Е. Слуки. — М.: Изд-во МГУ, 1998. — 592 с. — ISBN 5-211-04008-2.

## Интересные факты
Иван Александрович Витвер, как и ряд других советских географов, ни разу не был за пределами СССР, что не мешало ему преподавать экономическую географию зарубежных стран и писать учебники по страноведению.